# Søren Wichmann
Søren Wichmann (ur. 1964 w Kopenhadze) – duński językoznawca. Do jego zainteresowań naukowo-badawczych należą: językoznawstwo opisowe i historyczne, typologia lingwistyczna, metody kwantytatywne, systemy pisma oraz języki mezoamerykańskie.
W 1985 roku uzyskał bakalaureat z anglistyki na Uniwersytecie Oregonu. W 1992 roku uzyskał magisterium z komparatystyki literackiej na Uniwersytecie Kopenhaskim, gdzie przedstawił pracę The Relationship between the Mixe-Zoquean Languages of Mexico. W 1996 roku doktoryzował się tamże, w zakresie języków i kultur indiańskich na podstawie rozprawy Description and Typology of Some Grammatical Categories in Azoyú Tlapanec.

## Wybrana twórczość
- The Relationship among the Mixe-Zoquean Languages of Mexico (1995) ISBN 0-87480-487-6
- Diccionario analítico del popoluca de Texistepec (2002) ISBN 970-32-0232-2
- A classification of Papuan languages (2013)[5]
- How to distinguish languages and dialects (2019)[6]